# Museum Abtei Liesborn

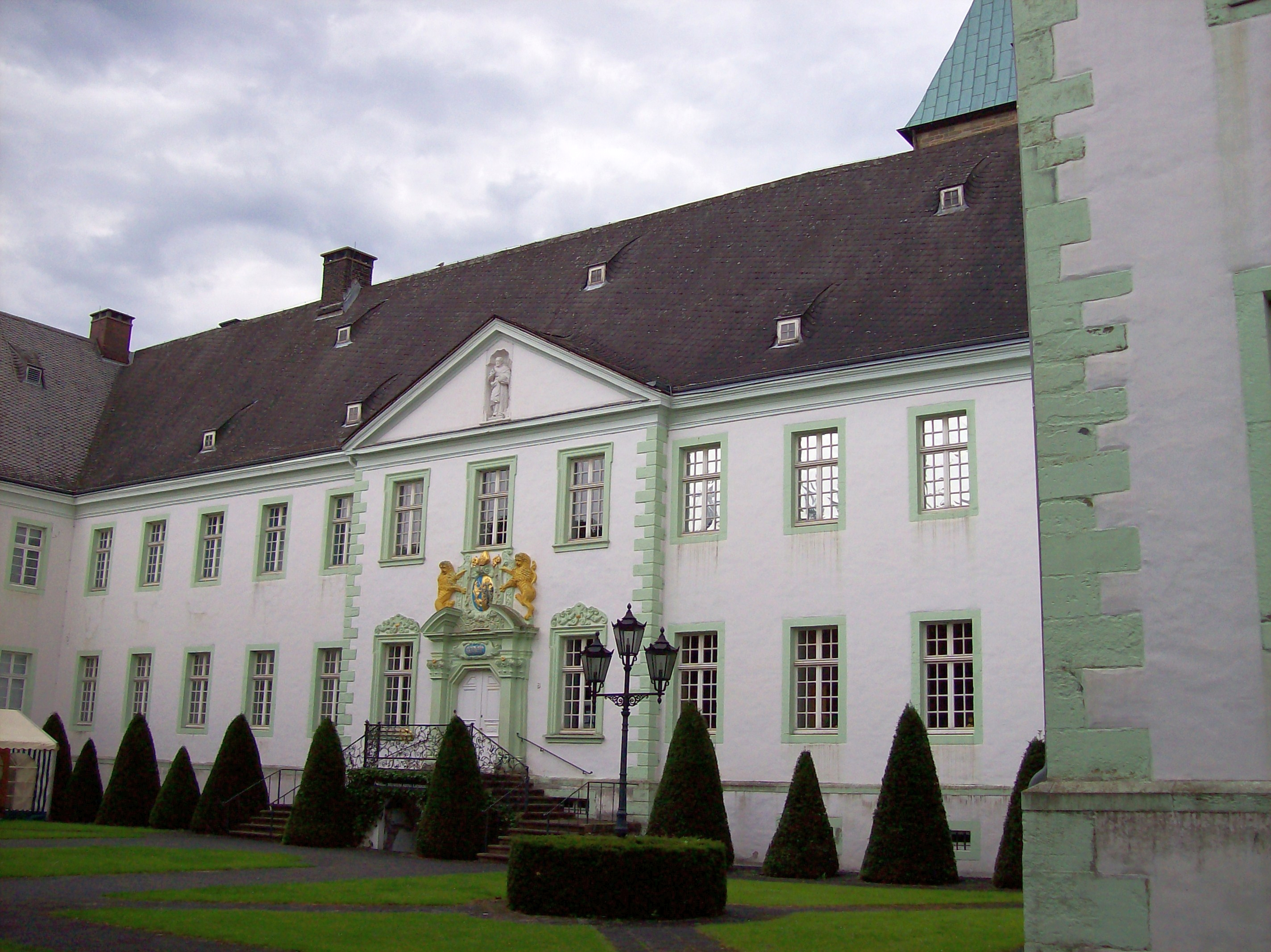
Abtei Liesborn, Eingang zum Museum (2009)

Das Museum Abtei Liesborn ist ein Museum für Kunst und Kulturgeschichte in Liesborn im Kreis Warendorf. Es befindet sich in der barocken Abtsresidenz der ehemaligen Abtei Liesborn der Benediktiner in Liesborn. Das herausragende Exponat des Museums ist das Liesborner Evangeliar.
Träger des Museums ist der Kreis Warendorf. Das Museum will Einblick in Kultur und Kunst des Kreisgebietes vom Mittelalter bis heute geben. Die Verbindung von traditioneller Kunst mit moderner Kunst junger Künstler der Region macht den wesentlichen Reiz des Museums aus.

## Geschichte
Das Museum Abtei Liesborn wurde 1966 mit nur zwei Räumen als Ausstellungsort gegründet. Im Laufe der Zeit entwickelte sich das Museum bis zur Belegung aller Räume der Abtei mit einer Fläche von 2.500 m². Dennoch konnten durch stetiges Wachstum der Exponate die Sammlungen nur eingeschränkt und beengt präsentiert werden. Im Rahmen der Regionale 2004 wurde eine Erweiterung des Museums auf 3.000 m² projektiert und am 10. Juli 2004 eingeweiht.
Das Museum Abtei Liesborn ist eines der bedeutendsten Museen des Münsterlandes und das größte des Kreises Warendorf. Mit etwa 20.000 Besuchern im Jahr zählt das Museum zu den oberen 25 Prozent der meistbesuchten Museen in Deutschland.
Elisabeth Schwarm, bis dahin an den Staatlichen Kunstsammlungen Dresden tätig, übernahm zum 1. Juni 2012 die Museumsleitung von Bennie Priddy, der diese Position 25 Jahre lang innehatte. Ende März 2021 beendete sie ihre Arbeit in Liesborn und wechselte zum Museum Huelsmann in Bielefeld. Ihr Nachfolger ist seit dem 1. Juli 2021 der Historiker und Numismatiker Sebastian Steinbach.
Architekt war Dieter Georg Baumewerd. Das Museum Abtei Liesborn wurde mit der Auszeichnung guter Bauten 2006/2007 (BDA Münster – Münsterland) und Auszeichnung Vorbildlicher Bauten in Nordrhein-Westfalen 2005 (Land NRW/Architektenkammer NRW) bedacht.
Anlässlich der „Heimkehr“ des Liesborner Evangeliars wurde das Museum in Teilen umgebaut, dessen Dauerausstellung neu gestaltet und am 14. Mai 2023 eröffnet.

## Sammlungen
In der Dauerausstellung befinden sich folgende Sammlungen:
- Kunst des Mittelalters und der Renaissance: Stein- und Holzplastiken, liturgische Gewänder, Goldschmiedearbeiten und Gemälde.
- Kunst des Barock: Sakrale Kunst und eine ergiebige Gemäldesammlung des niederländischen 17. Jahrhunderts.
- Kunst des 19. und 20. Jahrhunderts: Gemälde, Plastiken und Druckgrafiken als Spiegel der Kunst in dieser Zeit.
- Möbel und dekorative Kunst: Objekte vom Mittelalter bis heute runden die Kunstsammlungen ab und bringen die Kunstwerke in Verbindung mit dem Lebensumfeld der jeweiligen Epoche.
- Textilsammlung: Spruchtücher des späten 19. und des frühen 20. Jahrhunderts verdeutlichen den Geschmack der Zeit und die sich ändernde Rolle der Frau.
- Werkstatt des Meisters von Liesborn: Der namentlich unbekannte westfälische Maler ist Hauptvertreter der westfälischen Tafelmalerei des ausgehenden Mittelalters. Ausgestellt sind eine Tafel mit der Ohnmachts Mariens vom Meister selbst sowie zwei weitere Tafeln aus seinem Umfeld.
- Gedenkstätte für Augustin Wibbelt: Möbelstücke und Einrichtungsgegenstände des beliebten Dichters der plattdeutschen Sprache münsterländischer Mundart Augustin Wibbelt (1862–1947).
- Volkskundliche Abteilung: Sammlung verschiedener Handwerksgeräte und Produkte aus der Region.
- Kruzifixsammlung: Europas größte Sammlung von Kruzifixen, Kreuzen und Kreuzigungsdarstellungen. Die Sammlung umfasst mehr als 850 Objekte von der Antike bis zur Gegenwart. Zu sehen sind siegreiche Christusbilder der Romanik, Leidensdarstellungen der Gotik, mächtige Plastiken des Barock, die Sentimentalität des 19. Jahrhunderts und moderne Arbeiten. Darunter auch Objekte von bekannten Künstlern wie Salvador Dalí, Marc Chagall und Joseph Beuys.

## Sonderausstellungen und Veranstaltungen
- Im Museum werden jährlich bis zu 15 Sonderausstellungen gezeigt.
- In den Monaten Mai/Juni finden seit 1972 die überregional bekannten Liesborner Museumskonzerte in den historischen Räumen statt.[5] In den Kammerkonzerten treten bekannte Künstler nebeneinander mit Nachwuchsmusikern und Preisträgern von Jugend musiziert auf.
- Jeweils im Sommer führt das Museum einen Handwerkstag durch, an dem alte Handwerkstechniken in Praxis erlebt werden können.
- Im Oktober wird in Zusammenarbeit mit der Volkshochschule Beckum-Wadersloh das jährliche Musikforum durchgeführt.[6] Das Forum bietet Seminare für Musikstudenten, Musiklehrer und fortgeschrittene Schüler sowie Abendkonzerte an.